# Estlands apostoliska ortodoxa kyrka
Estlands apostoliska ortodoxa kyrka (estniskaː Eesti Apostlik-Õigeusu Kirik, förkortat EAÕK) är en autonom östortodox kristen kyrka i Estland under Konstantinopels ekumeniska patriarkat. 

## Historia
Moskvapatriarkatet har aktivt motsatt sig att Estlands apostoliska ortodoxa kyrka skulle erkännas som en självständig del av den östortodoxa kyrkogemenskapen. Så skedde ändå under 1990-talet, vilket ledde till ansträngda relationer mellan patriarkaten i Moskva och Konstantinopel.

## Utbredning
Kyrkan har omkring 20 000 medlemmar (mestadels ester) i 60 församlingar runt om i Estland.